# D. J. Stephens
Dalenta Jameral "D. J." Stephens (Killeen, Texas, 19 de diciembre de 1990) es un jugador de baloncesto estadounidense que pertenece a la plantilla del Casademont Zaragoza de la Liga Endesa. Con 1,96 metros de estatura, juega en la posición de base.

## Trayectoria deportiva

### Universidad
Jugó durante cuatro temporadas con los Tigers de la Universidad de Memphis, en las que promedió 4,0 puntos, 3,4 rebotes y 1,2 tapones por partido. Fue elegido en su última temporada como mejor jugador defensivo de la Conference USA, e incluido en el mejor quinteto defensivo y en el tercer mejor quinteto global de la conferencia.

### Profesional
A pesar de haber conseguido el mayor salto vertical jamás registrado por la NBA, superando los 116 centímetros, ningún equipo profesional de su país se hizo con sus servicios, y acabó fichando por el Ilisiakos BC de la liga griega, donde promedió 9,8 puntos y 8,8 rebotes en los 18 partidos que disputó, firmando en marzo de 2014 un contrato por 10 días con Milwaukee Bucks. Allí disputó solo tres partidos, en los que promedió 2,3 puntos y 1,7 rebotes.
En el mes de abril, fichó por el Anadolu Efes S.K. de la liga turca hasta final de temporada. Jugó cinco partidos de liga regular y dos de playoffs, promediando 6,0 puntos y 2,8 rebotes.
En julio de 2016 llegó a un acuerdo parcialmente garantizado con Memphis Grizzlies por dos temporadas. Pero fue despedido el 22 de octubre tras haber disputado cinco partidos de pretemporada.
En junio de 2019 se une al Club Los Prados en República Dominicana.
El 9 de julio de 2020, firma por el SC Prometey de la Superliga de Ucrania.
El 17 de marzo de 2022, firma por el Fos Provence Basket de la LNB Pro A francesa.
El 28 de julio de 2020, regresa al SC Prometey de la Superliga de Ucrania.
En la temporada 2023-24, se marcha a Japón para jugar con el Chiba Jets, donde promedia 9,8 puntos y 5,8 rebotes por partido en la B.League.
El 18 de diciembre de 2024, firma por el UCAM Murcia CB de la Liga Endesa.
El 26 de julio de 2025 firmó contrato con el Casademont Zaragoza, también de la Liga Endesa.

## Estadísticas de su carrera en la NBA

### Temporada regular
| Año     | Equipo    | PJ | PT | MPP | %TC  | %3P  | %TL   | RPP | APP | ROB | TPP | PPP |
| ------- | --------- | -- | -- | --- | ---- | ---- | ----- | --- | --- | --- | --- | --- |
| 2013-14 | Milwaukee | 3  | 0  | 5.0 | .429 | .000 | 1.000 | 1.7 | .0  | .0  | .0  | 2.3 |
| Total   | Total     | 3  | 0  | 5.0 | .429 | .000 | 1.000 | 1.7 | .0  | .0  | .0  | 2.3 |